# Katy Taylor
Katy Lynn Taylor (ur. 22 października 1989 w Houston, USA) – amerykańska łyżwiarka figurowa.
Taylor pojawiła się na arenie międzynarodowej w roku 2003, debiutując na zawodach Juniorskiego Grand Prix. W tym samym roku została wicemistrzynią swojego kraju w kategorii Novice (junior młodszy). Wraz ze swoimi rówieśniczkami, a zarazem głównymi rywalkami na arenie krajowej - Kimmie Meissner i Danielle Kahle – zostały okrzyknięte przez amerykańską prasę „Trzema Laseczkami” i przyszłymi gwiazdkami światowego łyżwiarstwa.
Taylor trenuje pod okiem Jany Conter i Marka Poole w znanym teksańskim ośrodku Sugarland, z którego wyszła między innymi Tara Lipinski.
Dotychczasowym największymi osiągnięciami Taylor są brązowy medal na Mistrzostwach Świata Juniorów 2004 i złoto na Mistrzostwach Czterech Kontynentów 2006.

## Wyniki
2006
- Mistrzostwa USA - 4. miejsce (S)
- Mistrzostwa Czterech Kontynentów - 1. miejsce
- Skate America (GP) - 11. miejsce
- Skate Canada (GP) - 12. miejsce

2005
- Mistrzostwa USA - 9. miejsce (S)
- Skate Slovakia (JGP) - 4. miejsce
- Sofia Cup (JGP) - 2. miejsce
- Finał JGP - 2. miejsce

2004
- Mistrzostwa USA - 4. miejsce (J)
- Mistrzostwa Świata Juniorów - 3. miejsce
- Budapeszt (JGP) - 3. miejsce
- Pokal der Blauen Schwerter (JGP) - 3. miejsce

2003
- Mistrzostwa USA - 2. miejsce (N)
- Skate Slovakia (JGP) - 2. miejsce
- SBC Cup - 4. miejsce (J)
- Triglav Trophy - 2. miejsce (N)

Objaśnienie skrótów : N - novice, junior młodszy ; J - junior ; S - senior